# 白起
白起（前332年？—前257年11月），芈姓白氏，因楚国公族出身，故又作公孙起，郿县（今陕西省眉县常兴镇白家村）人，中国战国时代军事家、秦国名将，兵家代表人物。
白起担任秦国将领30多年，攻城70餘座，歼灭大量敵軍，被封为武安君。白起一生有伊闕之戰、鄢郢之战、華陽之戰、陉城之战和長平之戰等勝利，《千字文》将白起与王翦、廉颇和李牧并称为战国四名将。后至唐朝位列武庙十哲之一。

## 生平
白起面部尖细，双眼炯炯有神，果断坚毅，善于透彻分析局势。与秦昭襄王的舅舅穰侯魏冉关系密切。
前294年（秦昭襄王十三年），秦昭襄王任命白起为左庶长（10级），率军进攻韩国的新城（今河南省伊川縣西南）。这一年，魏冉再次出任秦国丞相。

### 伊阙之战
前294年，秦昭襄王任命白起为左庶长，率军攻克韩国新城，开始在战场崭露头角。次年，魏国联手韩国试图夺回新城，白起升任左更，率军迎战。双方在伊阙（今河南省洛陽市龍門镇）对峙。白起观察到韩、魏联军配合不协，果断派少量兵力牵制韩军，同时集中精锐突袭魏军侧翼，迅速击溃敌军。秦军乘胜追击，斩杀韩魏联军24万，夺得伊阙的五座城池。战后白起被擢升为国尉。同年，白起利用韩、魏两国在伊阙之战的惨败，率兵渡过黄河，夺取安邑（今山西省运城市夏县西北）以东到乾河的大片土地。
伊阙之战后，白起不断扩展秦国的版图。前292年，白起升任大良造，领军进攻魏国，占领魏城（山西省永济市东）。攻下垣邑（山西省垣曲县东南），但未占领。前291年，白起再战韩国，夺取宛（今河南省南阳市宛城区一带）和叶（今河南省叶县南）地。次年，白起与司马错合兵拿下垣邑，巩固了秦国在该地区的控制。
随后几年，白起继续扩展战果，接连攻陷魏、赵等国重镇，先后攻占蒲阪（今山西省永济市北）、兹氏（山西省汾阳市南）、（今山西省吕梁市离石区西）等地。前281年，白起率兵出崤山，进围魏国首都大梁（今河南省开封市），西周君唯恐危及自身，于是派苏厉引用养由基的典故游说白起，白起称病撤兵。前280年，白起再次攻打赵国，斩首3万并夺取代县（今河北省蔚县东）和光狼城（今山西省高平市西）。

### 鄢郢之战
秦昭襄王对楚顷襄王发起试探后，楚国选择暂时与秦国和解。前281年，楚顷襄王不满父亲楚怀王的死，决定与秦国断交并联合齐、韩抗秦。然而此时的楚国政权腐败、民心涣散，无力匹敌秦军。秦国乘势大举进攻，由司马错出兵蜀地，夺取楚国黔中郡，昭襄王派白起主力南下直逼楚国中心。
前279年，白起在鄢城展开激战，采用水攻，将汉水引向城中，最终攻陷鄢城。此役白起斩杀数十万楚军民。次年，攻克楚都郢城，焚毁楚王陵寝，彻底削弱楚国，逼迫其迁都至陈。白起的南征之功为秦国扩展领土和控制长江流域奠定基础。白起因战功被封为武安君。
前277年，秦昭襄王任命白起为主将、蜀郡郡守张若为副将，夺取楚国的巫郡和黔中郡。

### 华阳之战
前276年，白起率军攻打魏国，夺取两座城池。
前273年，赵、魏两国进攻韩国的华阳（今河南省鄭州市南），韩国国相派陈筮求救于魏冉。魏冉请求秦昭襄王出兵，秦昭襄王命白起和客卿胡阳率军救韩。秦军采取出其不意、攻其不备的方针，长途奔袭八天后突然出现在华阳战场，然后趁赵、魏联军不备发动进攻，大败赵、魏联军。此战秦军共俘虏三名将领，斩首魏军13万，魏将芒卯败逃；赵国将领贾偃被击败，秦军杀死溃退渡河的赵军2万人。秦军占领华阳并乘胜攻取魏国的卷县（今河南省原阳县西）、蔡（今河南省上蔡县西南）、中阳（今河南省郑州市东）、长社（今河南省长葛市东北）和赵国的观津（今山东省观城县西）。白起又率军经过北宅（今河南省郑州市北），进围魏国首都大梁。经魏国大夫须贾游说魏冉以及魏安僖王答应派段干崇割让南阳郡后，秦国才罢兵。秦国将观津送还赵国，并与赵国相约攻打齐国。

### 陉城之战

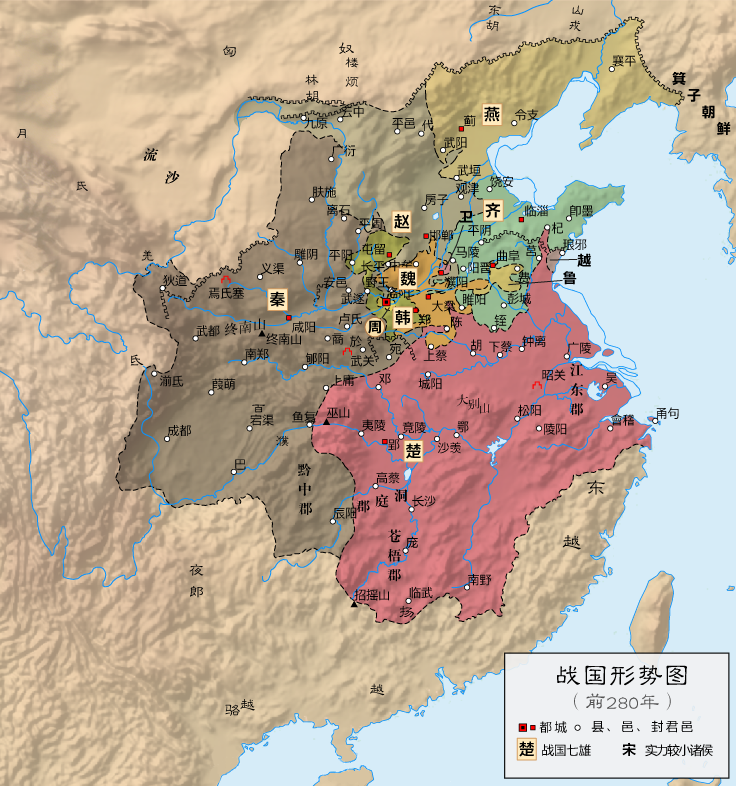
战国形势图（前280年）

魏国人范雎因受迫害逃往秦国，受到秦昭襄王的重用。范雎针对秦国屡次跨越韩、魏两国作戰，劳师动众却又收获很小的缺点，向秦昭襄王提出著名的远交近攻的策略：用恩威并用的办法亲近魏、韩两国，威胁楚、赵两国，迫使齐国恐惧后主动依附秦国，待齐国依附后然后再向临近秦国的韩、魏两国发动进攻，拓展土地。秦昭襄王采纳范雎的建议，对临近的韩、魏两国发动进攻。
前264年，秦昭襄王命白起进攻韩国的陉城（今山西省曲沃县东北）、汾城（今山西省临汾市北），斩首5万并沿汾河修筑防御工事到广武（今山西省代县西）。
次年，又率军封锁太行山以南、黄河以北的道路。

### 长平之战
秦国于前262年出兵进攻韩国的野王（今河南省沁阳市），野王投降，切断上党郡同韩国本土的联系。韩桓惠王大为恐慌，派阳城君出使秦国献上党郡求和，但上党郡郡守靳黈不愿降秦，韩桓惠王于是派冯亭接替靳黈。冯亭也不愿降秦，于是同上党郡的百姓谋划说：“通往韩国的道路已被切断，秦国军队正在逼进，韩国不能救应，不如将上党献给赵国。赵国如果接受我们，秦国恼怒，必定攻打赵国。赵国遭到武力攻击，必定亲近韩国。韩、赵两国联合起来，就可以抵挡秦国。”于是便派使者通报赵国。赵孝成王同平阳君赵豹商议此事，平阳君说：“圣人把无功受益看作是祸害，秦国自认为上党之地唾手可得，冯亭不将上党交给秦国，是想嫁祸给赵国，接受它带来的灾祸要比得到的好处大的多。”赵孝成王又召见平原君赵胜和赵禹商议，二人说：“动员百万大军作战，经年累月，也攻不下一座城池。如今坐受十七座城池，这是大利，不可失去机会。”赵孝成王说：“接受上党的土地，秦国必定来进攻，谁能来抵挡？”平原君说：“廉颇勇猛善战、爱惜将士，可以为将。”赵孝成王于是封冯亭为华阳君，派平原君去上党接收土地，同时派廉颇驻军长平（今山西省高平市西北）。
前261年，秦国派兵攻占韩国的缑氏（今河南省偃师市缑氏镇）和纶氏（今河南省登封市西南）。
次年，秦昭襄王又派左庶长王龁攻取上党，上党的百姓纷纷逃亡到赵国，赵军在长平接应上党的百姓。四月，王龁向长平的赵军发动进攻，廉颇迎战。秦赵两军士兵时有交手，赵军士兵击伤秦军的侦察兵，秦军的侦察兵斩杀赵军的裨将茄，双方战事逐步扩大。六月，秦军攻破赵军阵地，攻下两座城堡，俘虏四名尉官。七月，赵军筑起围墙，坚守不出。秦军强攻，夺下西边的营垒，俘虏两名尉官。廉颇固守营垒等待秦軍糧草已盡則自退兵，雖然秦军屡次挑战，赵兵都坚守不出。此時秦軍糧草將盡, 但赵孝成王仍多次指责廉颇不与秦军正面交战，秦国丞相范雎又派人到赵国施行反间计，说：“廉颇很容易对付，秦国最害怕的是马服君赵奢的儿子赵括。”赵孝成王早已恼怒廉颇坚守不战，将秦国的反间计信以为真，于是派赵括接替廉颇。
秦昭襄王得知赵括担任主将后，暗地里派白起接替王龁担任主将。由白起担任上将军，王龁担任尉官副将，并且严令军中不要走漏消息，否则格杀勿论。赵括接任主将后，一改廉颇的作战方针，主动出兵进攻秦军。秦军佯装战败溃退，赵军乘胜追击，一直追到秦军营垒，但秦军营垒十分坚固，不能攻破。白起命一支25000人的突袭部队截断赵军的后路，又命一支5千人的骑兵部队插入赵军与营垒之间，将赵军主力分割成两支孤立的部队，同时切断赵军的粮道，并派出轻装精兵向赵军发动多次攻击。赵军作战失利，于是原地建造壁垒，等待援兵到来。秦昭襄王得知赵军主力的粮道被截断，亲自前往河内郡，加封当地百姓爵位一级，并征调全国十五岁以上的青壮年集中到长平战场，拦截赵国的援兵。
到了九月，赵军主力已经断粮四十六天，士兵们相互残杀为食。赵括将剩余的赵军编成四队，轮番进攻四、五次后仍不能突围。最后赵括亲率精锐士兵突围，结果被秦军乱箭射死，赵国士兵20万向白起投降。白起与手下将领谋划说：“赵国人民反复无常，之前秦攻下上党，那里的民众却全都跑回赵国。如果不全部杀掉他们，恐怕再生事端。”白起用欺骗的手段，命手下士卒将赵国降兵全部杀死，只留下年纪尚小的士兵240人放回赵国报信。长平之战前后斩杀赵兵45万人，赵国上下一片震惊。战争结束后，秦军清扫战场收集头颅，因头颅太多而堆积成台，名叫“白起台”。

### 失势
長平之戰後，趙國主力部队被尽数歼灭，全国上下沉浸在失去亲人的痛苦之中。
前259年，秦军再次攻占上党郡，并且兵分三路：王龁一路攻下武安（今河北省武安市西南）、皮牢（今山西省翼城县东北）；司马梗一路攻下太原郡；白起亲率大军攻打赵国首都邯郸（今河北省邯郸市），准备一举灭亡赵国。韩、赵兩國大為恐慌，韩桓惠王决定割地求和，而赵孝成王亲自前往秦国拜见秦昭襄王，并与大臣赵郝约定割让六座城池与秦国和谈。两国又派遣使者携带重金對秦相范雎進行游说。范雎擔心白起功高影響自己的仕途，以秦国士兵征战操劳需休养为由，劝说秦昭襄王答应韩、赵两国求和。秦昭襄王听从范雎的建议，答应韩国割让垣雍（今河南省原阳县西北）、赵国割让六座城池为条件进行和谈。双方于正月停战，白起得知此事后与范雎产生矛盾。
赵孝成王准备按和约割让六城时，大臣虞卿认为割地给秦国，只会让秦国更加强大，不抵抗割地求和只能加速赵国的灭亡。虞卿建议以六座城池贿赂齐国，交好燕、韩，联合魏、楚共同抗秦，赵孝成王采纳虞卿的建议，在国内积极备战。秦昭襄王见赵国违约不割六城，反而与东方诸国联合对付秦国，准备进攻赵国。白起此时患病，不能带军征战。秦昭襄王向其询问，白起说：“长平之战中，秦军大胜，赵军大败。秦国人战死的给予厚葬，受伤的给予精心治疗，有功绩的设酒食给予慰劳，百姓假借祭祀之名聚会，浪费财物；赵国人战死的无人收殓，受伤的得不到治疗，军民哭泣哀号，齐心协力恢复生产。虽然现在大王所派的兵力三倍于以前，但我预料赵国的守备力量是以前的十倍。赵国从长平之战以来，君臣都忧愁恐惧，早上朝，晚退朝，用谦卑的言辞、贵重的礼品向四方派出使节，与燕、魏、齐、楚结为友好盟邦。他们千方百计，同心同德，致力于防备秦国来犯。现在赵国国内财力充实，加上外交成功，在这个时候不能攻打赵国”。 
秦昭襄王不听从白起的劝告，于前258年派五大夫王陵攻打邯郸，赵国军民奋起反抗，阵亡五校军队也没有取得成果。此时，白起痊愈，秦昭襄王又派范雎见白起，对他说：“当年楚国土地方圆五千里，战士百万。您率领数万军队攻打楚国，攻下楚国国都，烧毁他们的宗庙，一直打到东面的竟陵，楚国人震惊，向东迁都而不敢向西抵抗。韩、魏两国动员大批军队，而您率领的军队不及韩、魏联军的一半，却和它们大战于伊阙，大败韩、魏联军。现在赵国士卒死于长平之战的有十分之七、八，赵国虚弱，希望您能领兵出战，一定能消灭赵国。您以少敌多，都能大获全胜，更何况现在是以强攻弱，以多攻少呢？”白起说：“当年楚王依仗他的国家强大，不顾国政，大臣们居功自傲，嫉妒争功，百姓离心离德，城池也不修缮，所以我才能领兵深入楚国，占领很多城池，建立功勋。伊阙之战中，韩魏两国相互推诿，不能同心协力，所以我有机会集中精锐，组织劲旅，出其不意地进攻魏军。魏军已经战败，韩军自然溃散，然后乘胜追击败军，所以我才能获胜。秦国在长平大败赵军，不趁赵国恐慌时灭掉它，反而坐失良机，让赵国得到时间休养生息，恢复国力。现在赵国军民上下一心，上下协力。如果攻打赵国，赵国必定拼死坚守；如果向赵军挑战，他们必定不出战；包围其国都邯郸，必然不可能取胜；攻打赵国其他的城邑，必然不可能攻下；掠夺赵国的郊野，必然一无所获。我国对赵国出兵毫无战功，诸侯就会产生抗秦救赵之心，赵国一定会得到诸侯的援助。我只看到攻打赵国的危害，没有看到有利之处。”白起从此称病不起。

### 身亡
范雎将白起的话转告给秦昭襄王，秦昭襄王发怒，说：“没有白起，我就不能消灭赵国吗？”于是另派王龁接替王陵攻打赵国，又派郑安平率军5万增援。秦军包围赵都邯郸八、九个月，死伤人数很多，也没有攻下。赵军不断派出轻兵锐卒，袭击秦军的后路，郑安平也因遭到赵军的包围率部投降。楚公子春申君同魏公子信陵君率领数十万士兵救援赵国，秦军损失很大。这时白起说：“秦王不听我的意见，现在怎么样了？”秦昭襄王听后大怒，亲自去见白起，强迫他前去赴任。白起叩头对秦王说：“我知道出战不会取得成功，但可以免于获罪；不出战虽然没有罪过，却不免会被处死。希望大王能够接受我的建议，放弃攻打赵国，在国内养精蓄锐，等待诸侯内部产生变故后再逐个击破。”秦昭襄王听后转身而去。
秦昭襄王免去白起的官爵，將其貶為普通士卒，命其離開咸阳（今陕西省咸阳市东北）迁往陰密（今甘肃省灵台县百里乡），但白起患病，没有立即动身。过了三个月，前方秦军战败的消息接踵而来，秦昭襄王更加愤怒，于是命人驱逐白起。白起走出咸阳西门十里路，到了杜邮（今陕西省咸阳市东北）时，范雎对秦昭襄王说：“白起被流放后很不服气且口出怨言。”于是秦昭襄王派使者赐给白起一把剑命他自尽。白起仰天长叹道：“我到底有什么过错竟落得这般结果？”过了一会说道：“我本来就该死。长平之战赵国投降的士兵有几十万人，我用欺诈之术把他们全都活埋了，这足够死罪了。”白起随后自杀。《战国策》记载为白起离开咸阳七里时，被秦昭襄王所派使者绞杀。白起的副将司马靳（司马错之孙）也一同被赐死。

### 死后
白起被赐死后，诸侯列国都举杯庆贺，而秦国人都同情他有功无罪而死，大小城邑都祭祀他，并自发在咸阳为其修建祠堂。
秦始皇时追念白起的战功，封其子白仲于太原，白起的后代子孫世代为太原人。

## 军事思想
白起擅长野战和攻城战，在作战前和作战时，重视掌握和分析敌方虚实强弱。例如伊阙之战中发现韩魏两国军队相互推诿，不能同心协力的弱点取得大胜；邯郸之战时发现失去灭亡赵国的最佳时机后拒不领兵。在与强敌作战时，不与敌军正面会战，采取先弱后强的战术分批蚕食敌军。例如鄢郢之战白起率数万军队在方圆五千里、士兵百万的楚国境内长途奔袭作战；长平之战避免与赵军主力会战，引诱赵军进入包围圈后进行蚕食。在敌军落败时，乘胜迎势，穷追猛打。例如伊阙之战、华阳之战和长平之战后乘胜扩大战果。白起战术灵活多变，能根据当地地形地貌制定战略战术。例如鄢城之战的水攻、华阳之战的长途奔袭作战等。白起还擅长采取攻心为上的策略，例如鄢郢之战中火烧楚国先王陵墓夷陵，长平之战坑杀赵国降卒，皆大幅挫伤敌方的士气。

## 评价

### 正面评价
白起是一名优秀的军事将领，他一生攻城七十余座，歼灭近百万敌军，无一败绩，使诸侯闻风丧胆。白起卓越的军事才能被历朝历代所称颂，例如：
- 蔡泽评价白起：楚地方数千里，持戟百万，白起率数万之师以与楚战，一战举鄢郢以烧夷陵，再战南并蜀汉。又越韩、魏而攻强赵，北坑马服，诛屠四十余万之众，尽之于长平之下，流血成川，沸声若雷，遂入围邯郸，使秦有帝业。楚、赵天下之强国而秦之仇敌也，自是之后，楚、赵皆慑伏不敢攻秦者，白起之势也。[69]
- 韩、赵使者称赞白起：武安君所为秦战胜攻取者七十余城，南定鄢、郢、汉中，北禽赵括之军，虽周、召、吕望之功不益于此矣。[70]
- 司马迁对于白起的军事才能给予极高的评价，他称白起用兵：料敌合变，出奇无穷，声震天下[70]，南拔鄢郢，北摧长平，遂围邯郸，武安为率。[71]
- 孙楚有《白起赞》称赞白起：烈烈桓桓，时维武安，神机电断，气济师然，南折劲楚，走魏禽韩，北摧马服，凌川成丹，应侯无良，苏子入关，噭噭谗口，火燎于原，遂焚杜邮，与萧俱燔，惟其没矣，古今所叹。[72]
- 赵蕤称赞白起：胆力绝众，材略过人，是谓骁雄，白起、韩信是也。[73]
- 《敕修武安君白公庙记》中对白起有如下评价：窃以武安君威灵振古，术略超时，播千载之英风，当六雄之敌。
- 杜甫称赞白起：门阑苏生在，勇锐白起强。[74]

此外，白起为秦国居功至伟却落得自杀收场的惨淡结局，许多人都对这位军事天才的死感到惋惜。
- 秦末起义将领陳餘评价白起：白起为秦将，南征鄢郢，北阬马服，攻城略地，不可胜计，而竟赐死。[75]
- 西汉大臣谷永感叹白起之死：昔白起为秦将，南拔郢都，北坑赵括，以纤介之过，赐死杜邮，秦民怜之，莫不陨涕。[76]
- 唐太宗所作《金镜述》中感叹白起之死：白起为秦平赵，乃被昭王所杀…乃君之过也，非臣之罪焉。[77]

### 负面评价
白起在战争中大肆屠杀战俘，尤其以长平之战后活埋40万赵军将卒最为残忍。主要對白起的負面評價在於藐视生命、滥杀降俘的行为招致普遍的非议。
- 西汉的哲学家扬雄批判白起：秦将白起不仁，奚用为也。长平之战，四十万人死，蚩尤之乱，不过于此矣。[78]
- 班固评价白起：若秦因四世之胜，据河山之阻，任用白起、王翦豺狼之徒，奋其爪牙，禽猎六国，以并天下。穷武极诈，士民不附，卒隶之徒，还为敌仇，猋起云合，果共轧之。斯为下矣。凡兵，所以存亡继绝，救乱除害也。故伊、吕之将，子孙有国，与商、周并。至于末世，苟任诈力，以快贪残，急城杀人盈城，争地杀人满野。孙、吴、商、白之徒，皆身诛戮于前，而国灭亡于后。报应之势，各以类至，其道然矣。[79]
- 何晏评价白起说：白起之降赵卒，诈而阬其四十万，岂徒酷暴之谓乎？[80]

## 白家始祖
晚唐诗人白居易在《太原白氏家状二道·故巩县令白府君事状》中写道：
“白氏芈姓，楚公族也。楚熊居太子建奔郑，建之子胜居于吴、楚间，号白公，因氏焉。楚杀白公，其子奔秦，代为名将，乙丙已降是也。裔孙曰起，有大功于秦，封武安君，后非其罪，赐死杜邮，秦人怜之，立祠庙于咸阳，至今存焉。及始皇思武安之功，封其子仲于太原，子孙因家焉，故今为太原人。自武安以下凡二十七代”。
在此，白居易追溯了家族太原白氏的谱系，认为白起的先祖为楚国公族白公胜，白公胜因谋反失败自杀，其子逃至秦国，后代世代为秦将，白起即为其后裔，而白起之子白仲受秦始皇敕封于太原，其后代在此繁衍生息。白居易因此认定太原白氏是秦将白起的嫡系血脉。但这一说法的可靠性尚需证实。另据《新唐书·宰相世系表》记载，白起的祖先为秦穆公的将领白乙丙，白起为其远代后裔，后代以白为氏 。

## 纪念

### 白起祠
《水经注》记载渭水北岸离咸阳十七里建有杜邮亭，亭内设有白起祠。因年久失修，唐、宋时期的白起祠已荡然无存。1990年，白氏族人对其进行了整修，成为祭祀白起的场所。
唐肃宗时将白起等历史上十位武功卓著的名将供奉于武成王庙内，被称为武庙十哲。宋徽宗时，白起位列宋武庙七十二将之一。现台湾嘉义县东石乡先天宫供奉白起为“白府千岁”，為負責除瘟的五年千歲之一，享有香火。

### 白起墓
白起墓位于咸阳市东郊、渭河北岸的任家咀，秦时此地称杜邮。1970年，中国人民解放军3530工厂在此地施工时发现白起墓，墓中出土兵器、佩剑等文物。白起墓呈圆形，底部直径19米，墓高8米。1982年，白起墓被陕西省政府列为重点文物保护单位。

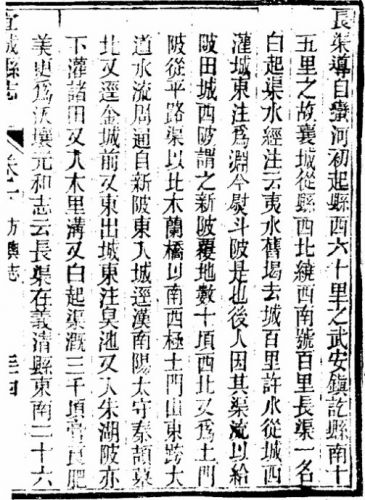
《宜城县志》中关于白起渠的介绍

### 白起渠
白起渠又名武镇百里长渠，是战国时期最早的军事水利工程。前279年，秦昭襄王派遣白起进攻楚国，进兵鄢城，遭遇楚国重兵把守。久攻不下之时，白起利用鄢城周围的地形，在距鄢城百里之外的武安镇蛮河河段上游垒石筑坝，开沟挖渠，引水攻破鄢城，战后百姓用此渠灌溉农田。
唐、宋、元时期曾多次对白起渠进行整修，使其发挥良好的灌溉作用。1939年，张自忠驻防宜城县，通电请求湖北省政府修复白起渠。1942年，白起渠修复工程动工，为纪念张自忠，将白起渠改名为荩忱渠。但施工五年，未能修成。中华人民共和国成立后，白起渠修复工程再上议题。1953年5月1日，白起渠修复工程完工。今白起渠西起南漳县武安镇西3.5公里的谢家台，东至宜城市郑集镇赤湖村附近岛口入汉水，全长49.25千米。2008年，白起渠被湖北省政府列为第五批省级文物保护单位。

### 傳說
《 太平廣記》〈趙文昌傳〉中記載：「(趙)文昌復甦.....與人曰『吾嘗於幽冥見周武帝，囑予曰：『卿既是我舊臣，今還家，為吾向隋皇帝說。吾諸罪並欲辯了，唯滅佛法罪重，未可得免。望與吾營少功德，冀茲福祐，得離地獄。』昌受辭而行。及出南門，見一大糞坑中，有人頭髮上出。昌問之，引人答云：『此是秦將白起，寄禁於此，罪尤未了。』」《洞冥實錄》亦有此記載。
高平烧豆腐是山西地区的名吃，此菜来源于白起。前260年长平之战，四十万赵军降卒被白起坑杀。白起的残暴激起了赵国百姓的愤怒，他们把豆腐比作“白起肉”，用炉火烧烤，再把豆腐渣用蒜泥和姜搅拌做“蘸头”调味，来发泄心中的仇恨。经过这种方法烹饪后的豆腐味道新鲜，于是烧豆腐在高平境内流传了下来，成为一道名菜。

### 文学形象
长篇历史小说《东周列国志》中，白起于第九十三回《赵主父饿死沙丘宫 孟尝君偷过函谷关》中登场，参与了与泾阳君一同追击赵武灵王的行动中。在第九十五回《说四国乐毅灭齐 驱火牛田单破燕》中，白起同诸侯联军一起参与了济西之战。在第九十八回《质平原秦王索魏齐 败长平白起坑赵卒》中详细的描写了长平之战后白起坑杀赵国降兵的过程：白起将赵国降兵分为十队，由秦国将领统帅，又在赵国降兵中编入20万秦军士兵，然后赐给酒肉，欺骗他们说：“明天要从赵国降兵中挑选精锐，编入秦军，老弱病残可以返回赵国。”赵国降兵于是放松警惕。当日夜晚，白起命令秦军士兵头裹白布，没有裹布的就是赵国降兵，全部活埋，侥幸逃出军营的被蒙骜和王翦所率的巡逻军砍杀，四十万赵国降兵一夜被屠戮殆尽。其余事迹与《史记·卷七十三·白起王翦列传》所记载的白起生平相同。《东周列国志》还提到，唐朝末年，有一天打雷，震死一只牛，牛腹有“白起”二字，议论者认为白起杀人太多，所以数百年后，仍然受到轉世为家畜受雷击的报应。
此外，现代作家孙皓晖的历史小说《大秦帝国·第三部·金戈铁马》中，白起也是重要人物之一。

### 影视形象
白起作为影视形象多次出现在电视剧、元曲、京剧等影视作品中。
2004年上映的电视剧《荆轲传奇》中，白起由徐锦江饰演。
2008年上映的电视剧《西风烈》中，白起由巍子饰演。
2012年上映的连续剧《大秦帝國之縱橫》中，白起由孙霆饰演。
2015年《芈月传》中由曾虹畅饰演成年后的白起。
2017年的连续剧《大秦帝国·第三部·崛起》中，白起由邢佳棟饰演。
此外，在白起还出现在元曲《保成公径赴渑池会》、京剧《将相和》、《窃兵符》中。
2019年《皓鑭傳》第28集出場的白起，由 於彥凱 飾演。

## 延伸阅读
[在维基数据编辑]
 《史記/卷073》，出自司馬遷《史記》
 在维基共享资源阅览影像